# Dorothy de Rothschild
La baronne Dorothy (Dolly) de Rothschild, née Dorothy-Mathilde Pinto (7 mars 1895, Londres - 10 décembre 1988, Londres), est une philanthrope.

## Biographie
Issue d'une famille de banquiers, elle est la fille du banquier et courtier en bourse Eugène Pinto (1854-1932) et de Catherine Cohen, ainsi que la cousine du baron Antoine Beyens. Elle épouse le baron Jimmy de Rothschild en 1913.
En 1922, Jimmy de Rothschild hérite de Waddesdon Manor, dans le Buckinghamshire. Cela devient leur maison de campagne. Ils ont également eu une maison de Londres sur St James's Place (en).
Dorothy de Rothschild a aidé son mari dans ses campagnes politiques, en particulier de 1929 à 1945 quand il était député libéral de la circonscription de l'île d'Ely.
Après la mort de son époux en 1957, Waddesdon Manor est légué au National Trust, mais les terrains environnants et le petit manoir d'Eythrope (en) dans le Buckinghamshire ont été retenus par Dorothy de Rothschild. Elle les a légués à son petit-neveu Jacob Rothschild.
Elle a conservé une forte influence sur la préservation et sur le développement de la maison et des collections de Waddesdon.
Dorothy de Rothschild s'est engagée pour le sionisme, comme son père, son frère et son mari. Elle était une amie proche de Chaim Weizmann. Elle devint présidente de Yad Hanadiv (en), les organismes de bienfaisance de la famille Rothschild en Israël. Elle s'associa avec son mari pour le don de fonds afin de construire la Knesset et la Cour suprême d'Israël.

## Sources
- (en) Cet article est partiellement ou en totalité issu de l’article de Wikipédia en anglais intitulé « Dorothy de Rothschild » (voir la liste des auteurs).
- William D. Rubinstein, The Palgrave Dictionary of Anglo-Jewish History, 2011